# Liste der Minister ohne Geschäftsbereich (Namibia)
Dies ist eine Liste der Minister ohne Geschäftsbereich Namibias (englisch Minister without Portfolio).
| Nr.                                                       | Foto                                                      | Name                                                      | Lebensdaten                                               | Partei                                                    | Kabinett                                                  | Amtszeit (Beginn)                                         | Amtszeit (Ende)                                           |
| Minister ohne Geschäftsbereich Minister without Portfolio | Minister ohne Geschäftsbereich Minister without Portfolio | Minister ohne Geschäftsbereich Minister without Portfolio | Minister ohne Geschäftsbereich Minister without Portfolio | Minister ohne Geschäftsbereich Minister without Portfolio | Minister ohne Geschäftsbereich Minister without Portfolio | Minister ohne Geschäftsbereich Minister without Portfolio | Minister ohne Geschäftsbereich Minister without Portfolio |
| --------------------------------------------------------- | --------------------------------------------------------- | --------------------------------------------------------- | --------------------------------------------------------- | --------------------------------------------------------- | --------------------------------------------------------- | --------------------------------------------------------- | --------------------------------------------------------- |
| 01                                                        |                                                           | Hifikepunye Pohamba                                       | 1935–                                                     | SWAPO                                                     | Nujoma II                                                 | 1997                                                      | 2000                                                      |
| 02                                                        |                                                           | Ngarikutuke Tjiriange                                     | 1943–2021                                                 | SWAPO                                                     | Pohamba I                                                 | 2005                                                      | 2005                                                      |